# Волянка (река)
Волянка (укр. Волянка) — река в Самборском районе Львовской области Украины. Левый приток реки Блажовка (бассейн Днестра).
Длина реки 12 км, площадь бассейн 28 км². Течение реки имеет горный характер. Долина преимущественно неширокая, глубокая, местами изрезанная балками. Русло слабоизвилистое.
Берёт начало в лесном массиве юго-западнее села Звор, в северо-восточных отрогах Верхнеднестровских Бескид. Течёт преимущественно на северо-восток. Впадает в Блажовку юго-восточнее села Блажев.
Над Волянка расположены сёла Звор, Воля-Блажевская и Волянка.